# Johann Affenzeller

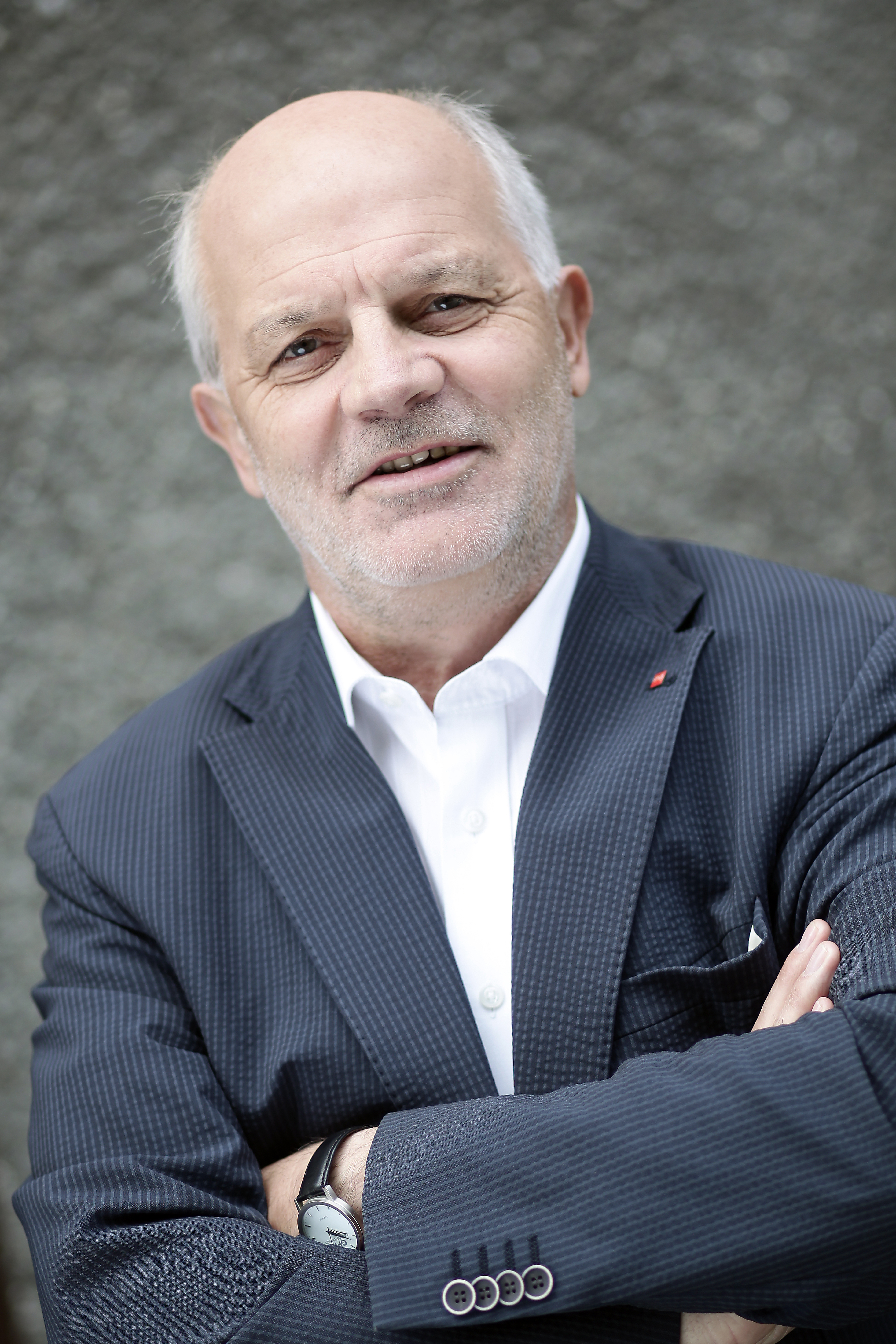
Johann Affenzeller

Johann (Hans) Affenzeller (* 4. Mai 1952 in Freistadt) ist ein österreichischer Politiker (SPÖ) sowie Rechtsreferent der Arbeiterkammer. Er ist verheiratet, Vater von zwei bereits erwachsenen Kindern und lebt in Freistadt.

## Leben
Nach der Pflichtschule machte Affenzeller eine Facharbeiterausbildung und später die Sozialakademie der Arbeiterkammer. Hans Affenzellers politische Laufbahn begann in der Sozialistischen Jugend Freistadt. Er wurde zum Bezirksparteivorsitzenden der SPÖ Freistadt gewählt und vertrat die SPÖ seit dem 31. Oktober 1997 bis 2015 auch als Landtagsabgeordneter im Oberösterreichischen Landtag.
Von 1988 bis 2005 war er Vizebürgermeister und bis 2009 SPÖ-Fraktionsobmann in Freistadt.
Weiters war er 18 Jahre lang Präsident des ASKÖ Mühlviertel, 2019 wurde Michael Lindner zu seinem Nachfolger gewählt.
Seit 2009 ist er auch Sozialsprecher der sozialdemokratischen Fraktion im oberösterreichischen Landtag.